# Liste des plus hautes constructions de Toronto

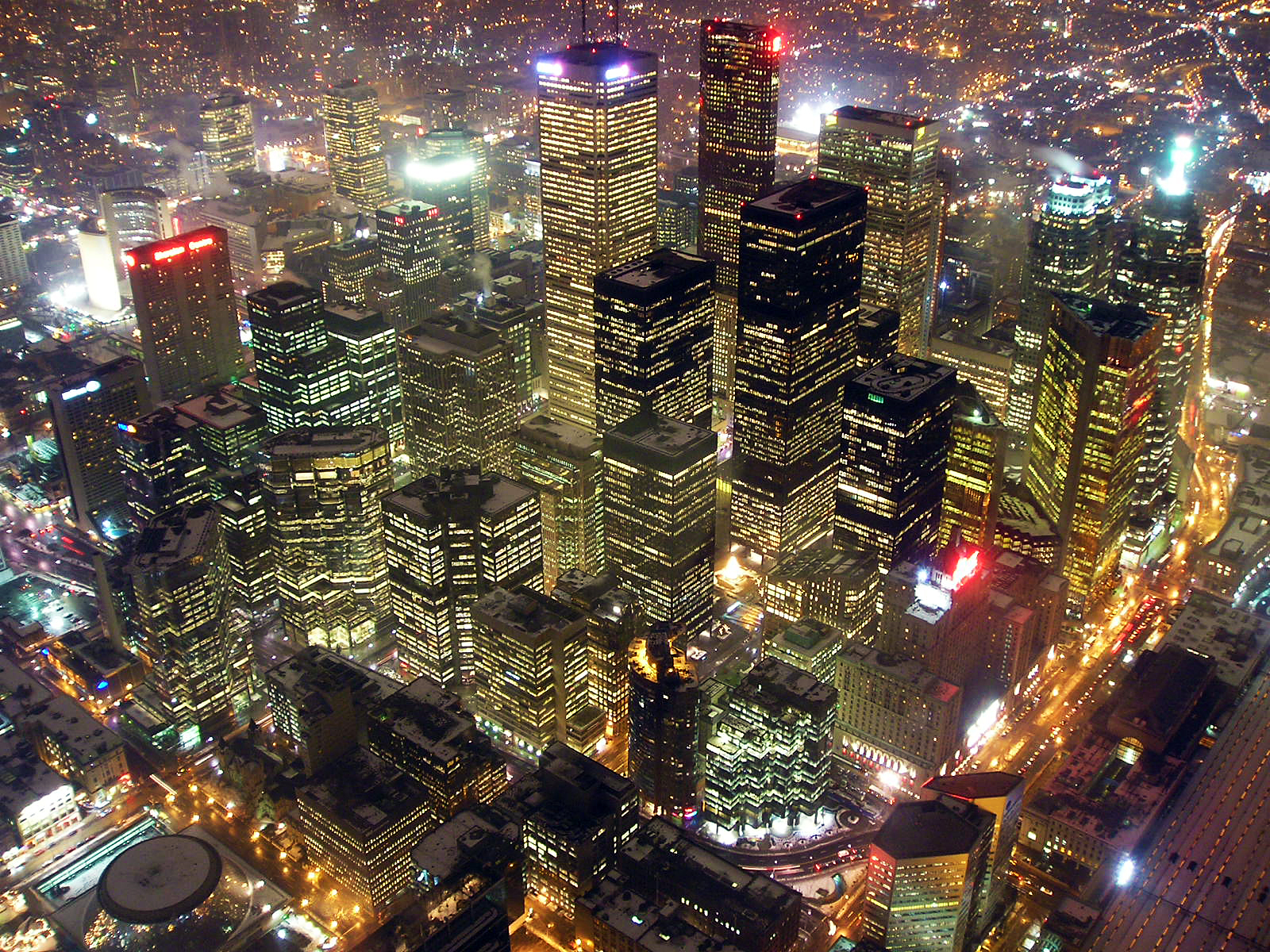
Toronto vu de la tour CN, de nuit

La liste des plus hautes constructions de Toronto regroupe et classe par hauteur les plus hauts gratte-ciel, bâtiments et structures situés dans la ville de Toronto, dans la province de l'Ontario, au Canada.
La structure actuellement la plus élevée de la ville est la tour CN, haute de 553 mètres. Construite en 1976 par le Canadien National (CN), la tour de communication et d'observation CN est devenue l'un des emblèmes et l’une des principales attractions touristiques de la ville. De 1976 à 2007, la tour CN fut la plus haute structure mondiale de l'histoire, et, du fait qu’elle ne comporte pas d'étages et n'entre pas dans la catégorie des gratte-ciel, elle reste la plus haute structure non habitable du monde. La construction habitable la plus élevée de la mégapole est le gratte-ciel du nom de First Canadian Place, dessiné par l'architecte Edward Durell Stone et construit en 1975. Ses 298 mètres de hauteur en font le plus haut gratte-ciel du Canada.

## Description
La construction de bâtiments de grande hauteur dans la ville de Toronto remonte historiquement à 1894, année où fut achevée l'édification du Beard Building. Aujourd'hui démoli, il comportait neuf étages. Toronto a connu à la fin des années 1920 et au début des années 1930 un premier boom architectural, durant lequel furent construits plusieurs bâtiments de grande hauteur. Ainsi en 1929 est achevé le premier véritable gratte-ciel de la ville, atteignant au moins 100 mètres de hauteur, le Fairmont Royal York Hotel.
C'est cependant à partir de la fin des années 1960 que la ville connait une véritable explosion de projets architecturaux de grande ampleur, pour loger une population qui augmente actuellement de plusieurs dizaines de milliers de personnes par an du fait de l'importance de l'immigration. Depuis 2009 il s'y construit plus d'une vingtaine de gratte-ciel par an. Les constructions n'ont même pas été ralenties par la crise économique de 2008 à la différence de ce qui s'est passé aux États-Unis. Fin 2017, la ville de Toronto comptait 266 gratte-ciel dont 56 de plus de 150 mètres de hauteur sans compter ceux situés dans les villes de la banlieue telles que Mississauga ou Vaughan , ce qui fait de Toronto la ville du Canada qui de très loin abrite le plus de gratte-ciel et la ville d'Amérique du Nord qui en compte le plus après New York et Chicago.
Depuis les années 2000 de nombreux projets architecturaux ont éclos. Le gratte-ciel le plus élevé, actuellement en construction, est The One qui comprendra une hauteur de 328 mètres pour 91 étages . Ce sera le plus haut du Canada.

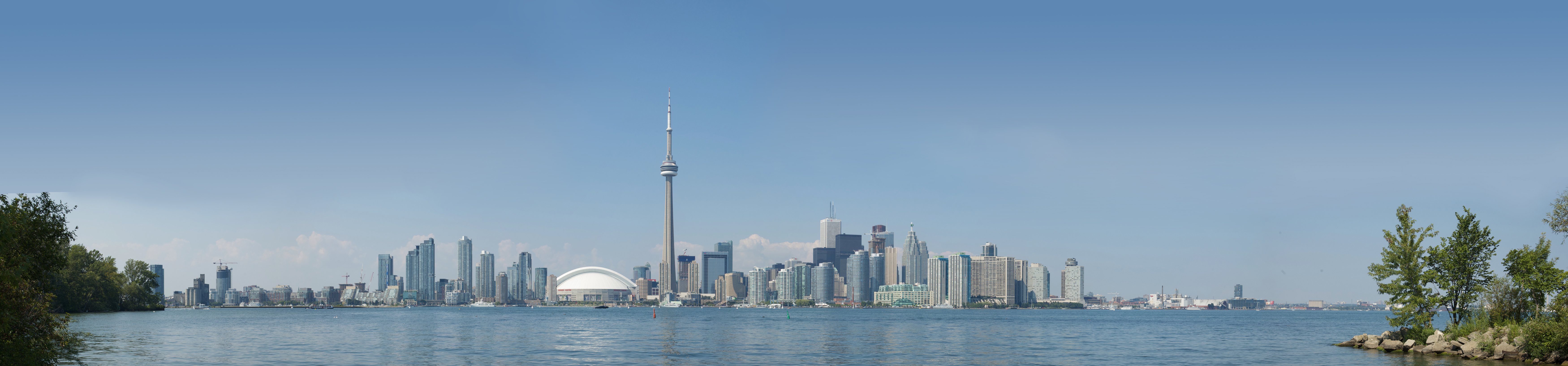
Vue panoramique de Toronto de Centre Island

## Liste

### Constructions achevées

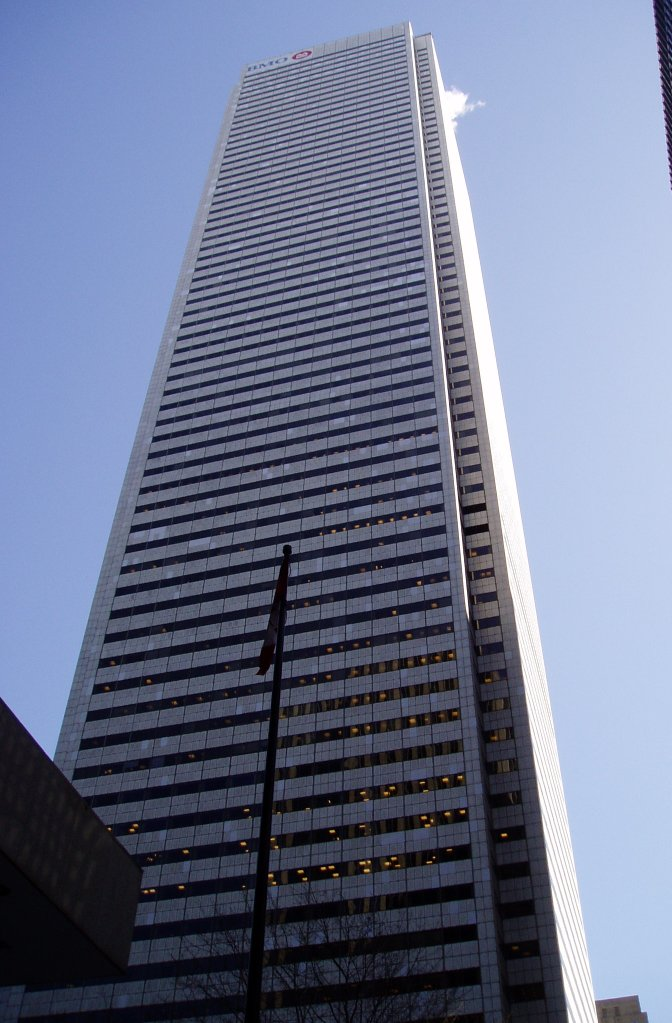
Le First Canadian Place le plus haut gratte-ciel de la ville.
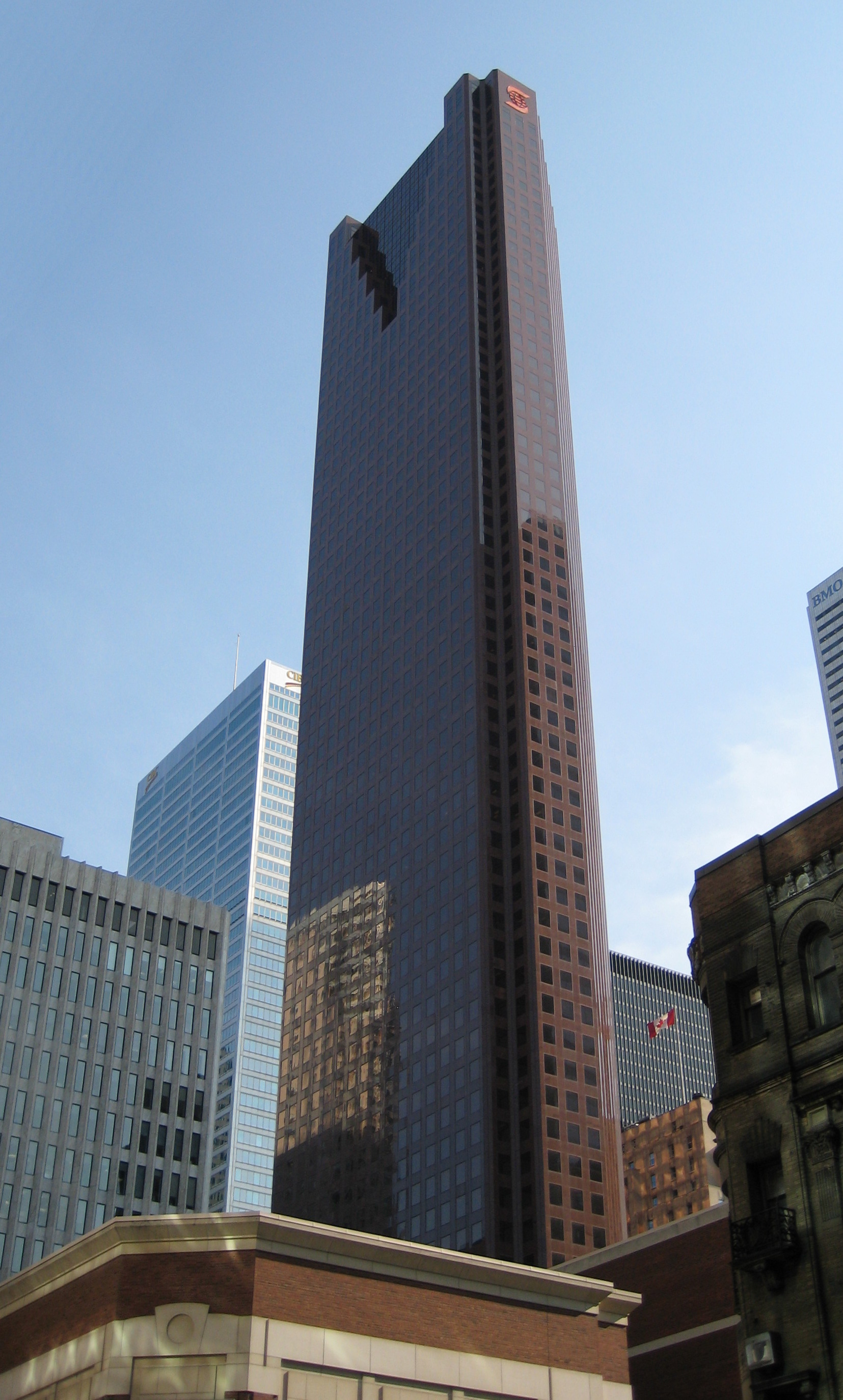
Scotia Plaza.
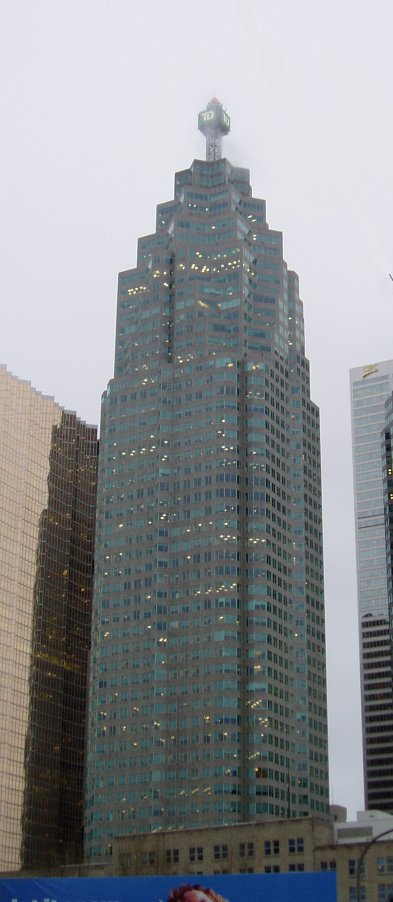
TD Canada Trust Tower.
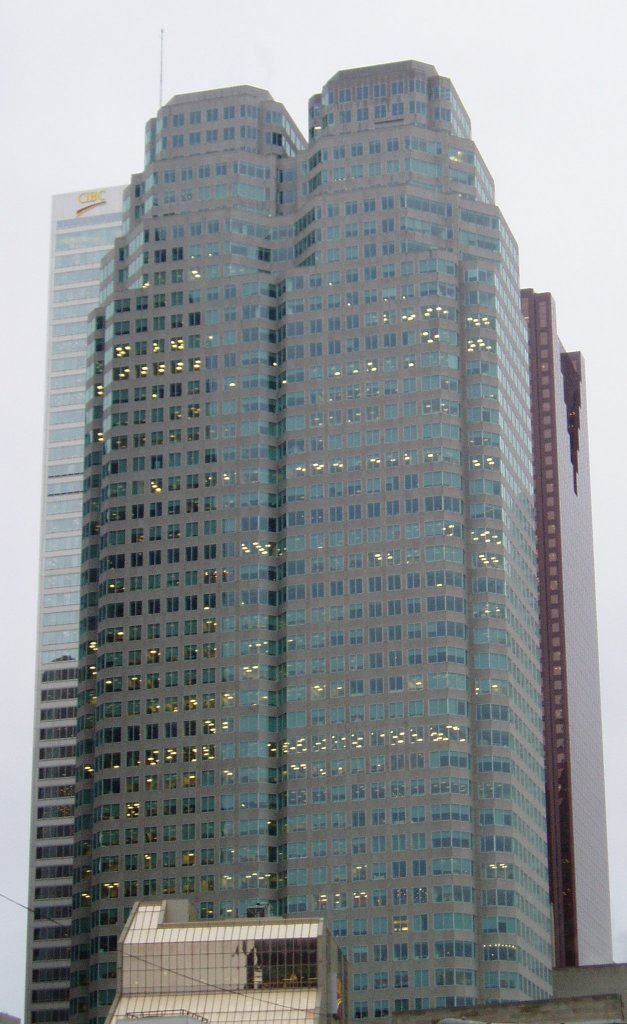
Bay Wellington Tower.
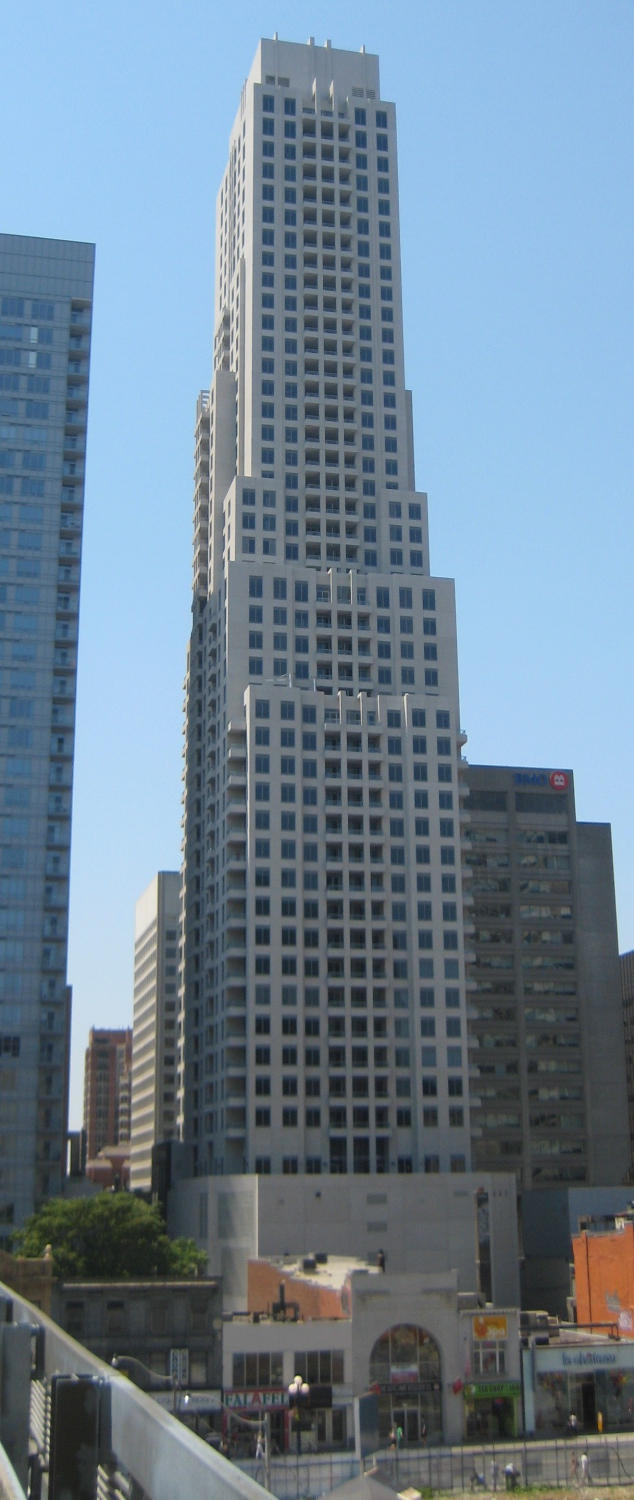
The Uptown Residences.

En août 2020, la liste des plus hauts immeubles de Toronto d'après SkyscraperPage(sans la Tour CN) :
| Rang | Nom du bâtiment                 | Hauteur | Nombre d'étages | Année de construction |
| ---- | ------------------------------- | ------- | --------------- | --------------------- |
| 1.   | First Canadian Place            | 298 m   | 71              | 1975                  |
| 2.   | The Adelaide Hotel Toronto      | 277 m   | 57              | 2012                  |
| 3.   | Scotia Plaza                    | 275 m   | 68              | 1988                  |
| 4.   | Aura At College Park            | 273 m   | 78              | 2015                  |
| 5.   | TD Canada Trust Tower           | 263 m   | 53              | 1990                  |
| 6.   | Number One Bloor                | 258 m   | 75              | 2017                  |
| 7.   | Commerce Court West             | 239 m   | 57              | 1972                  |
| 8.   | Harbour Plaza Residences East   | 237 m   | 70              | 2018                  |
| 9.   | Ice Condominiums East           | 234 m   | 64              | 2016                  |
| 10.  | Toronto-Dominion Bank Tower     | 223 m   | 56              | 1967                  |
| 11.  | Harbour Plaza Residences West   | 229 m   | 66              | 2018                  |
| 12.  | Eau du Soleil                   | 229 m   | 63              | 2020                  |
| 13.  | Ten York                        | 224 m   | 66              | 2019                  |
| 14.  | TD Tower                        | 223 m   | 56              | 1967                  |
| 15.  | Bay Adelaide Centre West Tower  | 218 m   | 50              | 2009                  |
| 16.  | Shangri-La Hotel & Residences   | 215 m   | 65              | 2012                  |
| 17.  | Ritz-Carlton Toronto            | 208 m   | 53              | 2010                  |
| 18.  | Massey Tower                    | 209 m   | 60              | 2019                  |
| 19.  | Bay Wellington Tower            | 207 m   | 49              | 1991                  |
| 20.  | Residences of 499 University    | 207 m   | 55              | 2020                  |
| 21.  | L Tower                         | 205 m   | 57              | 2015                  |
| 22.  | 88 Scott                        | 204 m   | 58              | 2018                  |
| 23.  | Four Seasons Hotel & Residences | 204 m   | 52              | 2012                  |
| 24.  | Ice Condominiums West           | 202 m   | 57              | 2016                  |
| 25.  | YC Condominiums                 | 198 m   | 62              | 2019                  |
| 26.  | Bay-Adelaide East               | 196 m   | 45              | 2016                  |
| 27.  | E Condominiums                  | 195 m   | 58              | 2019                  |
| 28.  | Ernst & Young Tower             | 189 m   | 40              | 2017                  |

### Projets de construction
Toronto est actuellement une des villes qui planifie de construire le plus de gratte-ciel.
Voici une liste des gratte-ciel en construction les plus hauts  ;
| Édifice                                   | Hauteur | Étages | Année de finition estimée (estimation) |
| ----------------------------------------- | ------- | ------ | -------------------------------------- |
| The One (Toronto)                         | 338 m   | 95     | 2023                                   |
| Sky Tower                                 | 313 m   | 95     | 2024                                   |
| Concord Canada House B                    | 234 m   | 74     | 2023                                   |
| Sugar Wharf Condominiums, Phase 1,Tower 1 | 231 m   | 70     | 2022                                   |
| Sugar Wharf Condominiums, Phase 1,Tower 2 | 219 m   | 65     | 2022                                   |

## Panorama

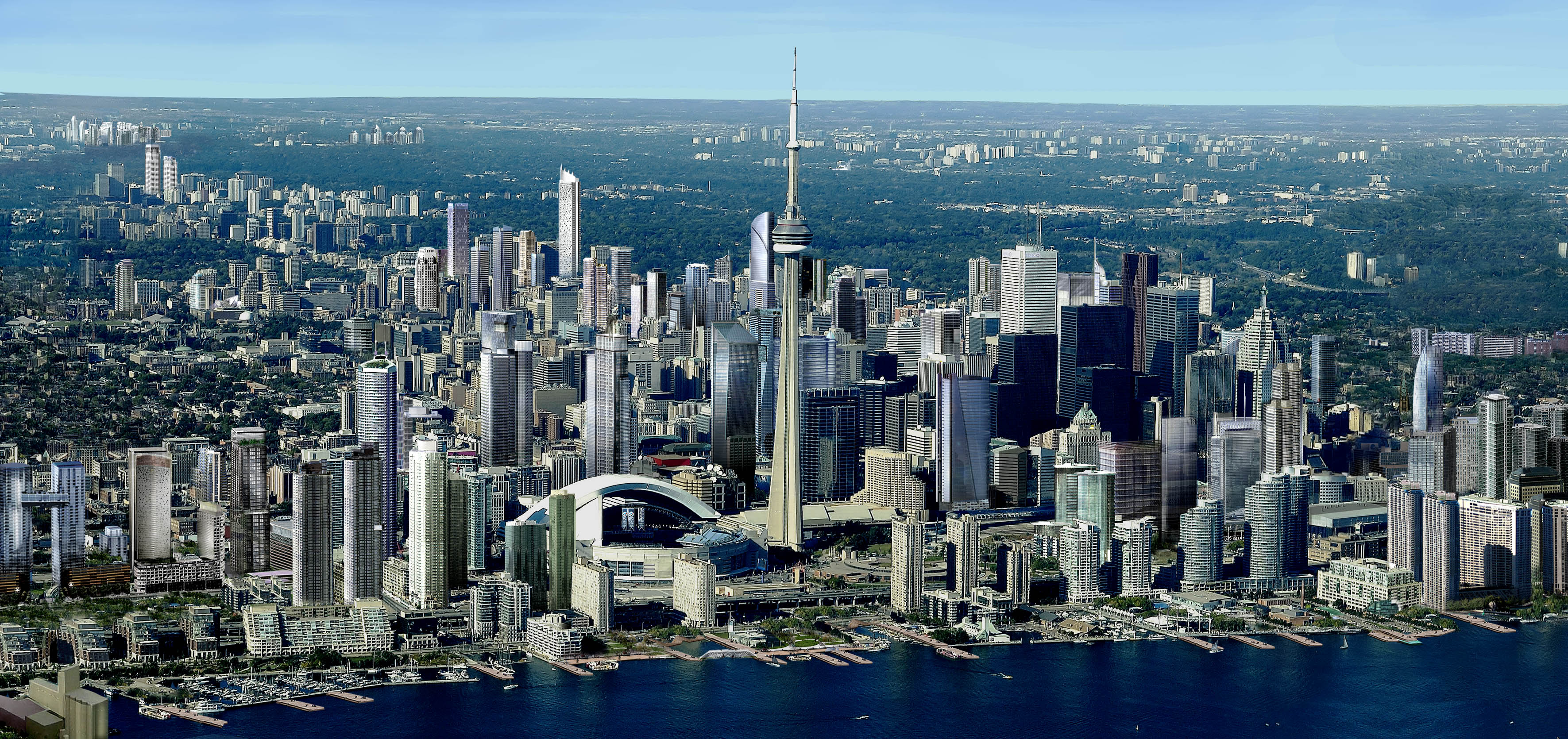
Toronto incluant presque tous ses projets